# Parti ouvrier révolutionnaire (Uruguay)
Le Parti ouvrier révolutionnaire (Partido Obrero Revolucionario, POR) est un parti politique uruguayen fondé en 1944, non représenté au Parlement. Trotskyste, il a rejoint la tendance posadiste, nommée d'après le trotskyste argentin Juan Posadas. Le POR est membre fondateur du Front large créé en 1971. Se présentant aux élections depuis des décennies sur la liste 871, celle-ci est menée depuis 1999 par Raúl Campanella.
Le POR a appuyé l'élection de Tabaré Vázquez, élu président en 2004, et, à la suite de l'échec d'une campagne visant à réformer la Constitution pour permettre sa réélection, a soutenu la candidature de Marcos Carámbula lors des élections primaires de juin 2009 au sein de la coalition de gauche. Il a ensuite intégré une sub-lema (sous-liste), dénommée Unidad y Pluralismo Frenteamplista, avec le Parti socialiste d'Uruguay et le Front Líber Seregni, représentant de l'aile centriste du Front large, pour les élections générales d'octobre 2009. Cependant, il n'a eu aucun élu.